# Wiesen bei Waldshut
Das FFH-Gebiet Wiesen bei Waldshut ist ein im Jahr 2005 durch das Regierungspräsidium Freiburg nach der Richtlinie 92/43/EWG (Fauna-Flora-Habitat-Richtlinie) angemeldetes Schutzgebiet (Schutzgebietskennung DE-8314-342) im deutschen Bundesland Baden-Württemberg. Mit Verordnung des Regierungspräsidiums Freiburg zur Festlegung der Gebiete von gemeinschaftlicher Bedeutung vom 25. Oktober 2018 wurde das Gebiet festgelegt.

## Lage
Das 741,6 Hektar große Schutzgebiet gehört zu den Naturräumen 120-Alb-Wutach-Gebiet, 155-Hochschwarzwald und 160-Hochrheintal innerhalb der naturräumlichen Haupteinheiten 12-Gäuplatten im Neckar- und Tauberland, 15-Schwarzwald und 16-Hochrheingebiet.
Es besteht aus fünf Teilgebieten und liegt auf der Markung von vier Städten und Gemeinden:
- Albbruck = 526.5189 ha, 71 %
- Dogern = 14.8315 ha, 2 %
- Weilheim (Baden) = 37.0788 ha, 5 %
- Waldshut-Tiengen = 163.1467 ha, 22 %

## Beschreibung und Schutzzweck
Bei dem Schutzgebiet handelt es sich um ein ausgedehntes Wiesengebiet auf Muschelkalk mit eingestreuten Wäldern, Tälchen und Streuobstflächen, Magerrasen. Eine unterirdische Mühlsteingrube ist das Winterquartier mehrerer Fledermausarten.

### Lebensraumklassen
(allgemeine Merkmale des Gebiets) (prozentualer Anteil der Gesamtfläche)
Angaben gemäß Standard-Datenbogen aus dem Amtsblatt der Europäischen Union
|                                                    |                                                    |  |      |      |
| N07 – Moore, Sümpfe, Uferbewuchs                   | N07 – Moore, Sümpfe, Uferbewuchs                   |  | 0 %  | 0 %  |
| N08 – Heide, Gestrüpp, Macchia, Garrigue, Phrygana | N08 – Heide, Gestrüpp, Macchia, Garrigue, Phrygana |  | 7 %  | 7 %  |
| N09 – Trockenrasen, Steppen                        | N09 – Trockenrasen, Steppen                        |  | 15 % | 15 % |
| N10 – Feuchtes und mesophiles Grünland             | N10 – Feuchtes und mesophiles Grünland             |  | 22 % | 22 % |
| N15 – Anderes Ackerland                            | N15 – Anderes Ackerland                            |  | 20 % | 20 % |
| N16 – Laubwald                                     | N16 – Laubwald                                     |  | 21 % | 21 % |
| N17 – Nadelwald                                    | N17 – Nadelwald                                    |  | 4 %  | 4 %  |
| N19 – Mischwald                                    | N19 – Mischwald                                    |  | 11 % | 11 % |
|                                                    |                                                    |  |      |      |

### Lebensraumtypen
Gemäß Anlage 1 der Verordnung des Regierungspräsidiums Freiburg zur Festlegung der Gebiete von gemeinschaftlicher Bedeutung (FFH-Verordnung) vom 25. Oktober 2018 kommen folgende Lebensraumtypen nach Anhang I der FFH-Richtlinie im Gebiet vor:
| EU Code | Lebensraumtyp (offizielle Bezeichnung)                                                                          | Kurzbezeichnung                             | Hektar |
| ------- | --- | ------------------------------------------- | ------ |
| 3260    | Flüsse der planaren bis montanen Stufe mit Vegetation des Ranunculion fluitantis und des Callitricho-Batrachion | Fließgewässer mit flutenderWasservegetation | 1,11   |
| 6210    | Naturnahe Kalk-Trockenrasen und deren Verbuschungsstadien (Festuco-Brometalia)                                  | Kalk-Magerrasen – orchideenreiche Bestände  | 20,17  |
| 6510    | Magere Flachland-Mähwiesen (Alopecurus pratensis, Sanguisorba officinalis)                                      | Magere Flachland-Mähwiesen                  | 145,60 |
| 7220    | Kalktuffquellen (Cratoneurion)                                                                                  | Kalktuffquellen                             | 0,70   |
| 7230    | Kalkreiche Niedermoore                                                                                          | Kalkreiche Niedermoore                      | 0,20   |
| 8210    | Kalkfelsen mit Felsspaltenvegetation                                                                            | Kalkfelsen mit Felsspaltenvegetation        | 0,01   |
| 9130    | Waldmeister-Buchenwald (Asperulo-Fagetum)                                                                       | Waldmeister-Buchenwald                      | 10,89  |
| 9150    | Mitteleuropäischer Orchideen-Kalk-Buchenwald (Cephalanthero-Fagion)                                             | Orchideen-Buchenwälder                      | 0,30   |
| 9180    | Schlucht- und Hangmischwälder Tilio-Acerion                                                                     | Schlucht- und Hangmischwälder               | 0,45   |
| 91E0    | Auen-Wälder mit Alnus glutinosa und Fraxinus excelsior (Alno-Padion, Alnion incanae, Salicion albae)            | Auenwälder mit Erle, Esche, Weide           | 1,40   |

### Zusammenhängende Schutzgebiete
Das FFH-Gebiet besteht aus sechs Teilgebieten und überschneidet sich teilweise mit dem Landschaftsschutzgebiet Stubenberg-Estelberg. Es liegt vollständig im Naturpark Südschwarzwald.